# 維斯孔蒂家族
維斯孔蒂家族（義大利語：Visconti），或譯維斯康堤、維斯康蒂，是一個中世紀至文藝復興早期的義大利貴族家族，該家族於1277年取代德拉·托雷家族成為米蘭領主，並於1395年被神聖羅馬帝國皇帝瓦茨拉夫四世封為米蘭公爵，家族統治米蘭直到1447年菲力波·瑪麗亞·維斯孔蒂去世，由於沒有留下合法男性子嗣，公爵頭銜被他的女婿弗朗切斯科一世·斯福爾扎繼承。該家族到現代仍有後裔，其中較著名的是義大利名導盧奇諾·維斯孔蒂。

## 家族起源
維斯孔蒂家族被認為是來自卡皮塔內家族（capitanei，即現今的卡塔內奧家族 )，該家族的米蘭大主教卡爾卡諾的蘭道爾弗被授予了caput plebis（拉丁語，意為人民之上，一種中世紀教會頭銜），從1157年的一份文件上可以知道維斯孔蒂擔任了馬爾里阿諾（Marliano，即現今的馬里亞諾科門塞）的市民官一職，編年史家加奧瓦諾·菲亞馬證實了這點。但早在數十年前的1070年，他們就獲得了子爵的頭銜，使他們的男性後代得以世襲繼承，Visconti在義大利文中就是子爵的意思，相信這是他們姓氏的由來。維斯孔蒂家族也從12世紀起統治著馬西諾（Massino，現今馬西諾維斯孔蒂），一個位於馬焦雷湖旁的小鎮。
維斯孔蒂家族在之後分成了好幾個分支，有些分支的封地離倫巴底非常遠（例如從比薩共和國發跡，後成為薩丁尼亞島加盧拉統治者的一支），而較廣為人知，後來成為米蘭領主的分支據說都是翁貝托（Umberto，死於12世紀上半葉）的後裔。

## 米蘭統治者

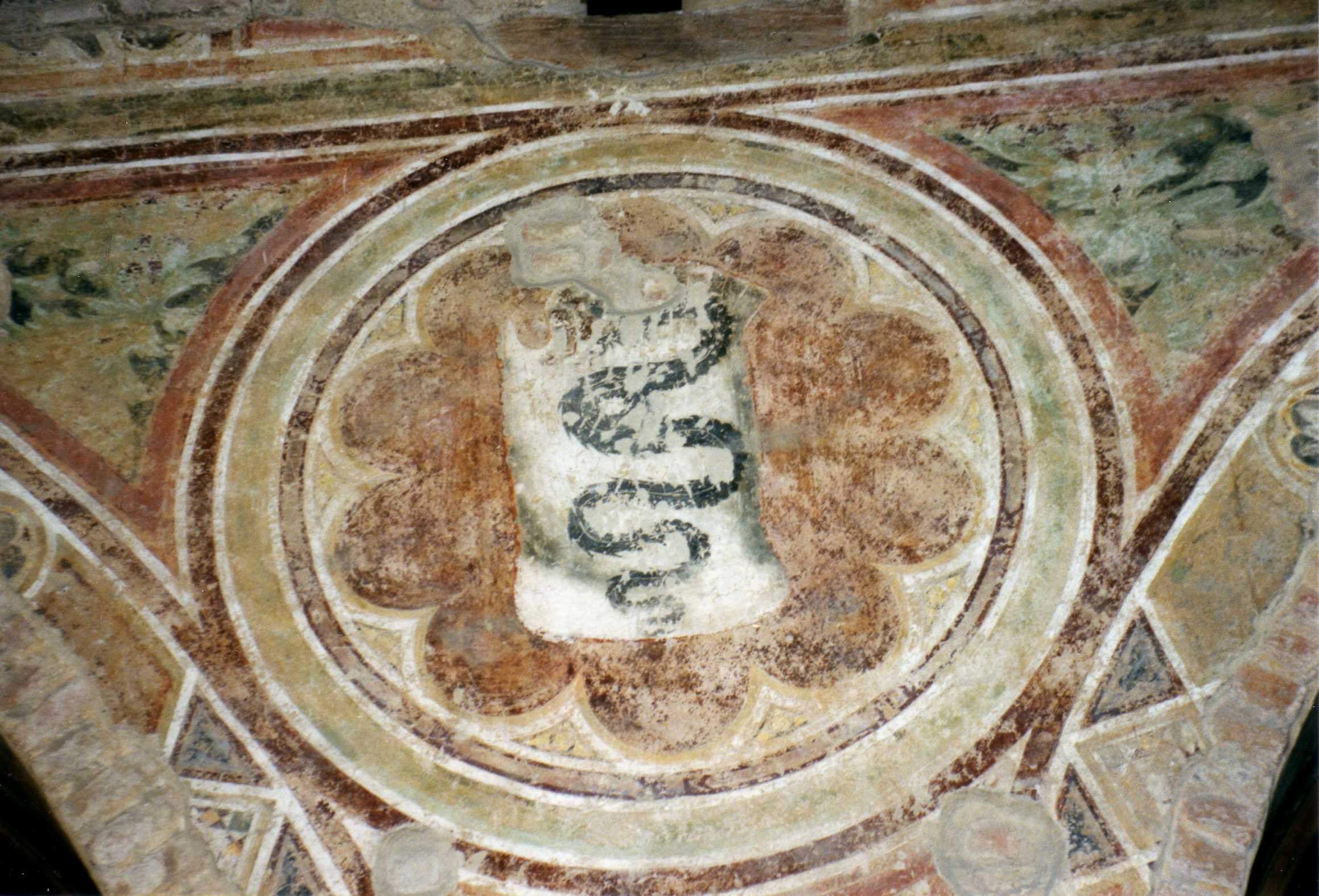
斯福爾扎堡（維傑瓦諾）城牆上的維斯孔蒂家徽

在維斯孔蒂家族掌權前，德拉·托雷家族是米蘭的統治者，1262年，家族成員奧托內·維斯孔蒂被教宗烏爾巴諾四世擢升為米蘭大主教，他的姪子特奧巴爾多（Teobaldo）於1271年成為了教宗格雷戈里十世，更加提升了家族勢力。1277年，奧托內聯合其他小諸侯的對抗下，德拉·托雷家族被推翻，奧托內掌權，維斯孔蒂家族開始統治米蘭，奧托內採取支持貴族的策略，用以鞏固自身及整個家族的統治，可惜好景不常，德拉·托雷家族的圭多·德拉·托雷於1302年擊敗奧托內的姪子馬特奧一世·維斯孔蒂（1295-1302初次掌政），並將之流放，德拉·托雷復辟，不過他沒有統治多久，就因煽動人民對抗神聖羅馬帝國皇帝亨利七世而於1311年被迫逃亡，馬特奧一世則在亨利七世的支持下，回到米蘭繼續掌權（1311-1322年），並被任命為帝國代理人，他將勢力擴張至帕維亞及克雷莫納，1322年死後，由其長子加萊亞佐·維斯孔蒂掌控米蘭至1327年
馬特奧一世的孫子，阿佐內·維斯孔蒂在位時期（1327－1339）藉由協調領地內各種政治關係而奠定了維斯孔蒂家族在倫巴底區域的統治基礎，而馬特奧的兒子喬凡尼·維斯孔蒂 (米蘭大主教)在位時期（1349－1354）控制了熱那亞與波隆那（但熱那亞於1356年用贖金換取到自由和獨立）。
馬特奧的另一位孫子，貝爾納波·維斯孔蒂（1354－1385在位）與羅馬最殘暴的皇帝不相上下，對這位統治者而言，最重要的國家大事是狩獵野豬，誰要是敢阻撓他必受嚴酷的刑罰，他在夫人於1384年過世時，甚至發布命令要他的臣民為她服喪一年，他最後被自己的姪子兼女婿吉安·加萊亞佐·維斯孔蒂囚禁並很可能被毒死。
吉安·加萊亞佐·維斯孔蒂與他的兒子喬凡尼·瑪麗亞·維斯孔蒂可說是典型的暴君統治（1404年喬凡尼·瑪麗亞甚至囚杀了自己的亲生母亲），但也不可忽略他們對米蘭公國擴張的貢獻，吉安·加萊亞佐的管理方式深受神聖羅馬皇帝瓦茨拉夫四世欣賞，並於1395年獲封為米蘭公爵，他將維斯孔蒂家族的勢力帶向鼎盛，也娶到法國公主為妻。他於1399年取下比薩及錫耶納，並於隔年取下佩魯賈及翁布里亞的一些城鎮，於1402年與波隆那結盟，當時整個義大利北部及中部幾乎都陷入他的掌控中，勉強保持獨立的佛羅倫斯也在米蘭大軍的包圍下岌岌可危，在他的統治下，米蘭成為支配北義大利的強權，並藉著戰爭、婚姻聯盟、靈活外交把米蘭從一個義大利城邦轉變為歐洲強權。

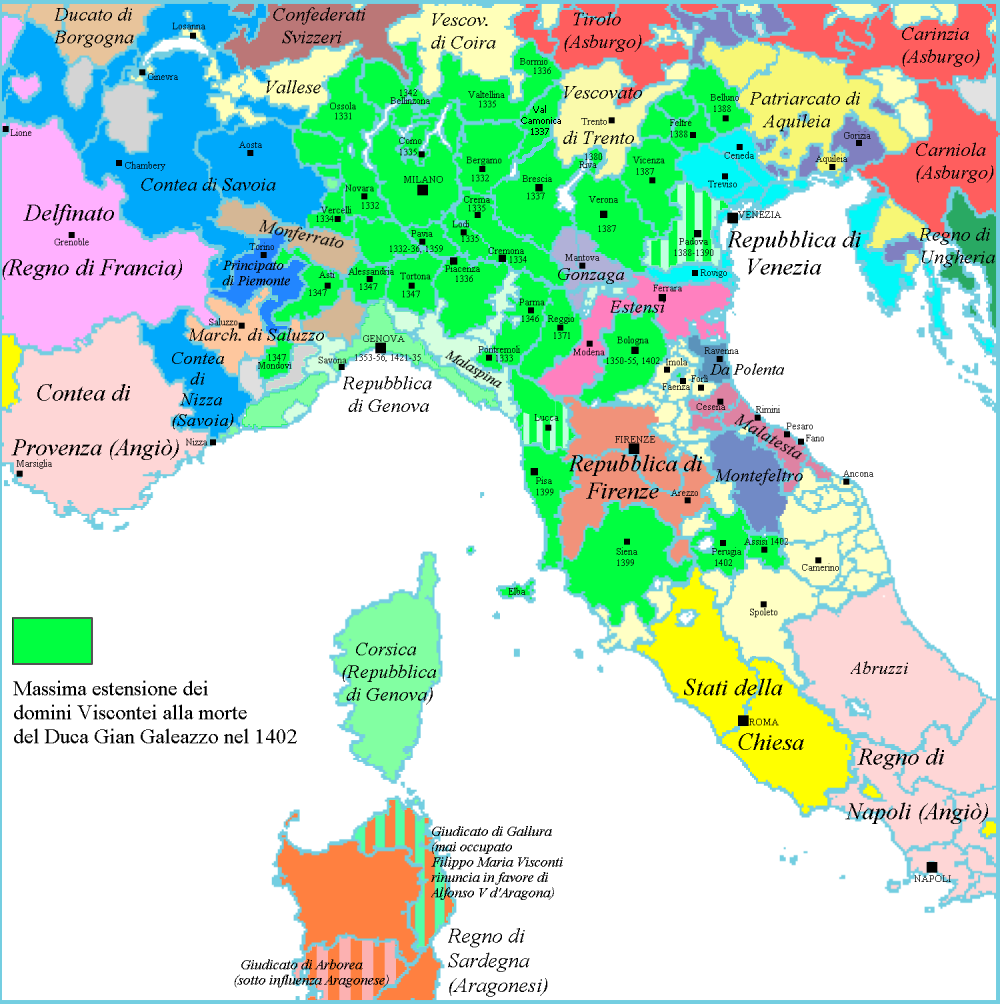
1402年英主吉安·加萊亞佐·維斯孔蒂死前的最大版圖（綠色與淡綠色區塊），當時米蘭幾乎統一義大利中北部，原本的強國威尼斯、佛羅倫斯、教宗國都被壓縮至很小區域

綜觀他一生的成就，對外政策上大膽、精明、吉星高照；內政管理上積極、公道、寬宏大量。他延聘著名法學家修改米蘭的各種章程，彙編成一部法典。他啟用有才幹的人組成政府、管理國家，尤其是內政部高效率的工作品質。在其他城市，他也大力加強和集中公國的行政管理，組成統一、直屬於他的行政機關，並由上述中央政府協助領導。趁著天主教會大分裂（1378-1417年）的有利時機，他維護國家對教士擁有的權力，即有權任命神職人員，教廷只能加以確認；禁止接受未經他批准的教會采邑。他建設巨大豪華的公共工程來擄獲民心、促進工業、藝術文化的發展，如1386年的米蘭大教堂，為義大利最大的教堂。
但是，1402年蔓延的大瘟疫，結束了吉安·加萊亞佐的55歲生命、拯救了被包圍的佛羅倫斯，也讓他成為整個義大利北部國王的可能性消失了。他死後，家族霸權又因繼位的長子吉安·瑪麗亞·維斯孔蒂精神病發而暫時破滅，直到1412年次子菲利波·瑪麗亞·維斯孔蒂繼承後才重建了米蘭，但維斯孔蒂擴張的野心引來威尼斯、佛羅倫斯和教宗國的聯盟壓制，統一北義大利的可能性徹底斷絕。

## 統治終結

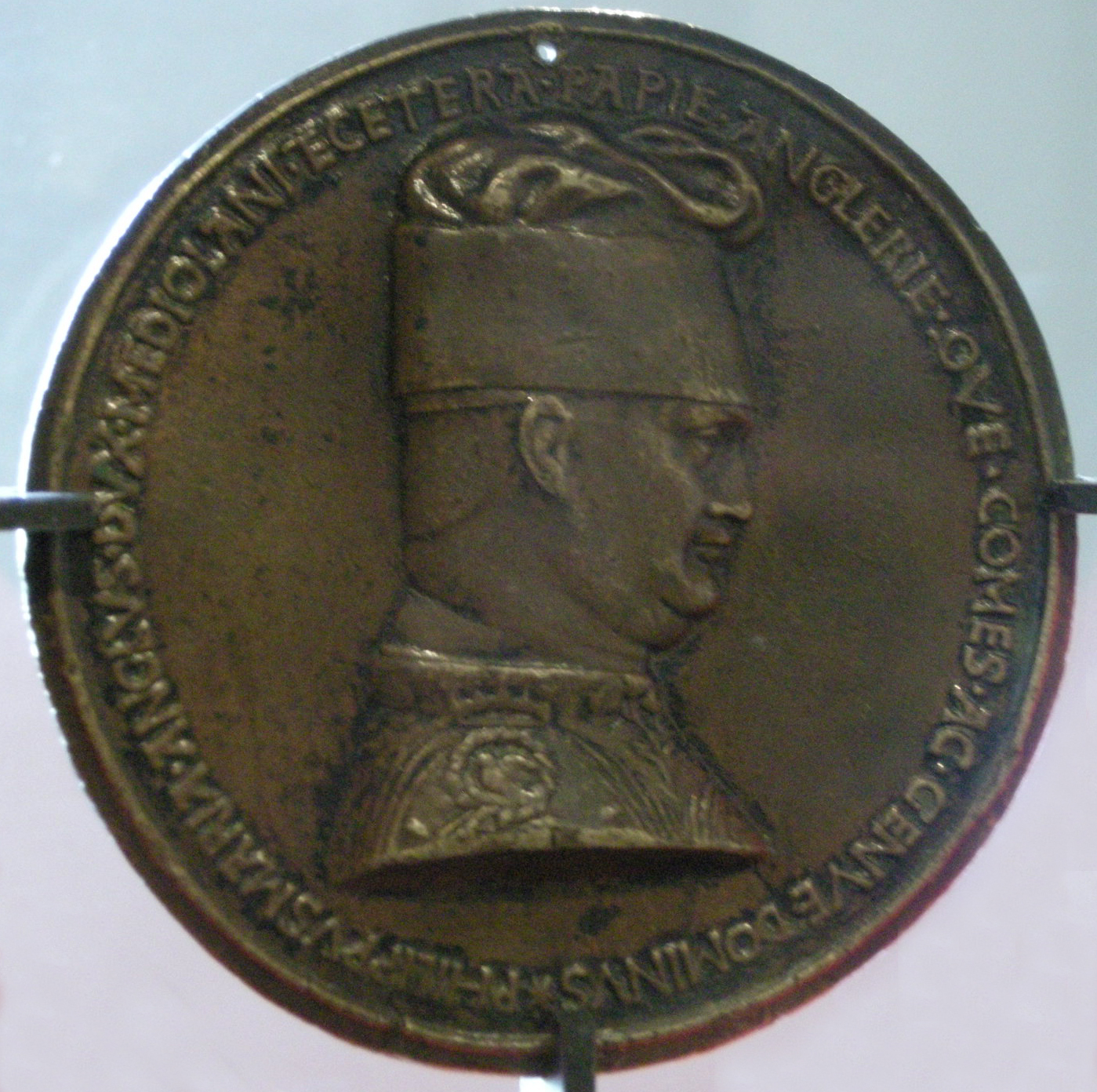
菲利波·瑪麗亞·維斯孔蒂的銅製肖像，皮薩內羅製

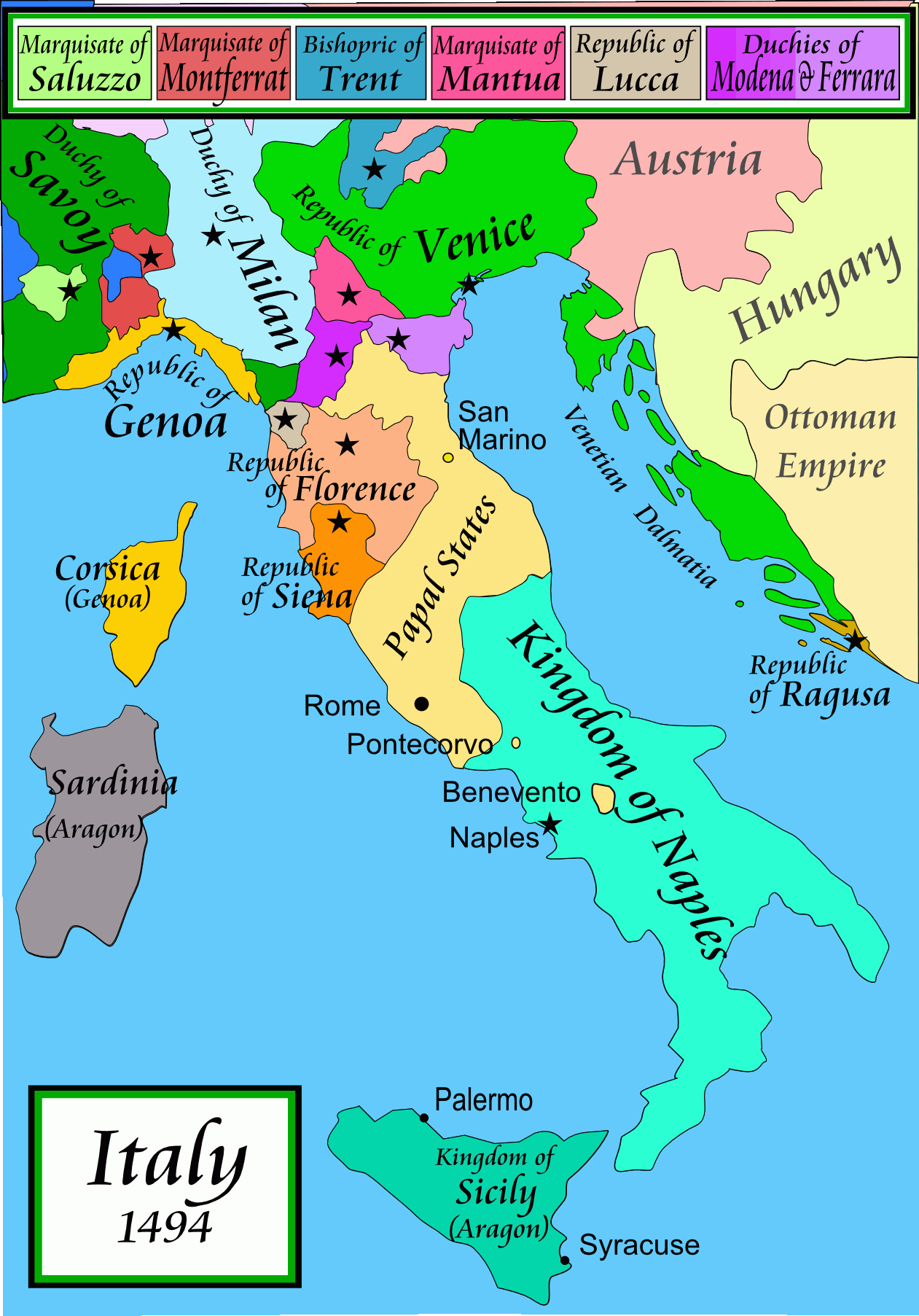
1412-1494年的義大利，威尼斯共和國（亮綠色）在吉安·加萊亞佐死後向西反擊，奪回威尼托並在倫巴底東側壓制了維斯孔蒂的霸權，但1421年維斯孔蒂重新控制熱那亞（亮黃色）之後，與威尼斯聯盟展開30餘年的爭霸戰，直到1454年洛迪和約才結束了兩方的消耗戰，此時的米蘭公國改由斯福爾扎家族領導

在吉安·加萊亞佐的次子菲利波·瑪麗亞·維斯孔蒂於1447年去世後，由於沒有留下合法的繼承人，米蘭宣布成立安布羅西亞共和國，此時，菲利波·瑪麗亞的私生女比安卡·瑪麗亞·維斯孔蒂的丈夫，雇傭兵弗朗切斯科一世·斯福爾扎密謀與蒙菲拉托侯爵古列爾莫八世·帕雷歐羅哥以及威尼斯聯合推翻共和國並奪取政權。1450年，在連續數年的飢荒和動亂後，米蘭共和議會決定任命弗朗切斯科為米蘭公爵。雖然義大利各國逐漸承認其公爵地位，但弗朗切斯科卻始終沒能得到神聖羅馬帝國的正式授權。這一情況一直持續到1494年，神聖羅馬帝國皇帝馬克西米利安一世才正式授予弗朗切斯科之子盧多維科·斯福爾扎米蘭公爵的封號。
由於在1392年，米蘭統治者吉安·加萊亞佐·維斯孔蒂的女兒瓦倫蒂娜·維斯孔蒂嫁給了奧爾良公爵路易一世，這給了路易一世的孫子，法國國王路易十二入侵義大利更多的理由，他聲稱自己才是合法的米蘭公爵繼承者，而非斯福爾扎家族。

## 現存的分支

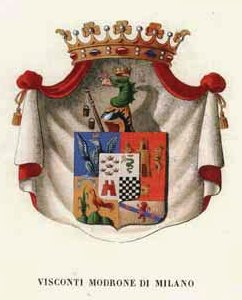
維斯孔蒂家族蒙德羅內系的徽章

馬特奧一世的弟弟烏貝爾托（Uberto，1280?－1315）發展出了維斯孔蒂家族蒙德羅內系，這個支系的卡羅·維斯孔蒂·迪·蒙德羅內於1813年3月5號被拿破崙授予蒙德羅內公爵的頭銜，在他死後頭銜傳至他的堂弟烏貝爾托（Uberto，1802－1850），義大利新現實主義名導盧奇諾·維斯孔蒂是他的後代。

## 家族徽章
米蘭的維斯孔蒂的家族徽章上是一條龍頭蛇身的怪物，這個徽章的故事可追溯至西元6世紀入侵並定居在義大利北部的倫巴底人，他們相信藍底配上一隻蛇能帶來好運，並將這圖案用於他們的戰旗上。而當馬特奧一世·維斯孔蒂於1295年成為米蘭領主時，他虛構了一個家族的傳奇故事，並將故事與倫巴底人做連結，故事有好幾種版本，其中一種較為常見的是說西元5世紀時，米蘭出現了一隻龍形蛇怪，名為比修內，這個怪物威脅著米蘭居民的安全，而馬特奧一世的倫巴底人祖先烏貝爾托（Uberto）斬殺了這個怪物解救了居民，馬特奧一世命令畫師為他設計一個比修內的圖騰，將之作為家族徽章，相信他這麼做的原因是為了自己的統治正當與權威性。如今比修內的圖案已遍及米蘭，來自米蘭的車廠阿尔法·罗密欧也將之加入了標誌中而國際米蘭足球俱樂部則於1928－1929短暫的使用過這個標誌作為隊徽。
較常見的圖案形式是比修內正在吞噬一名孩童或是薩拉森人，有時圖案上方會配戴皇冠，代表維斯孔蒂家族統治的正當性。

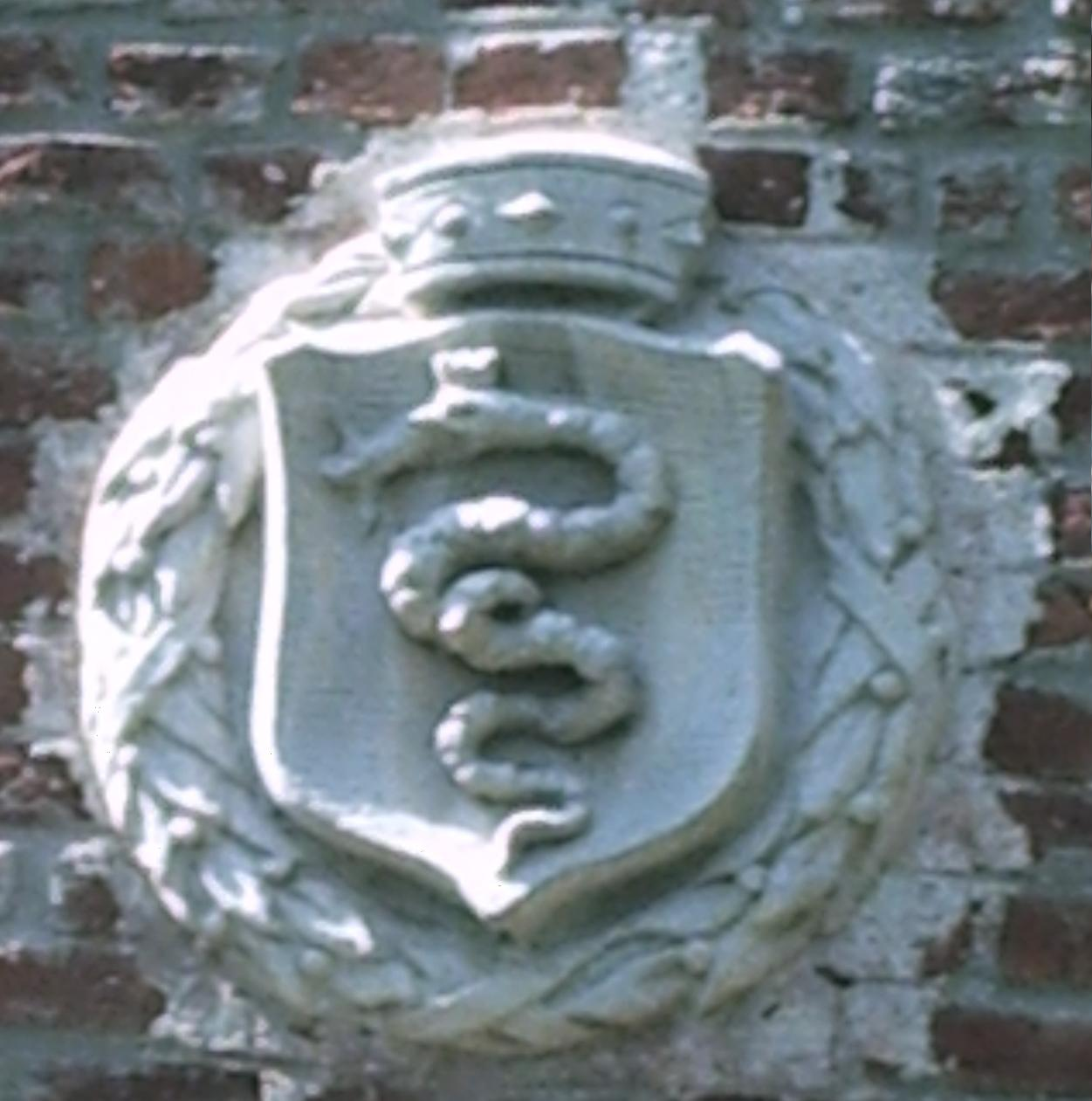
維斯孔蒂家族徽章出現於帕拉比亞戈的馬吉-科爾維尼別墅（義大利語：Villa Maggi-Corvini）
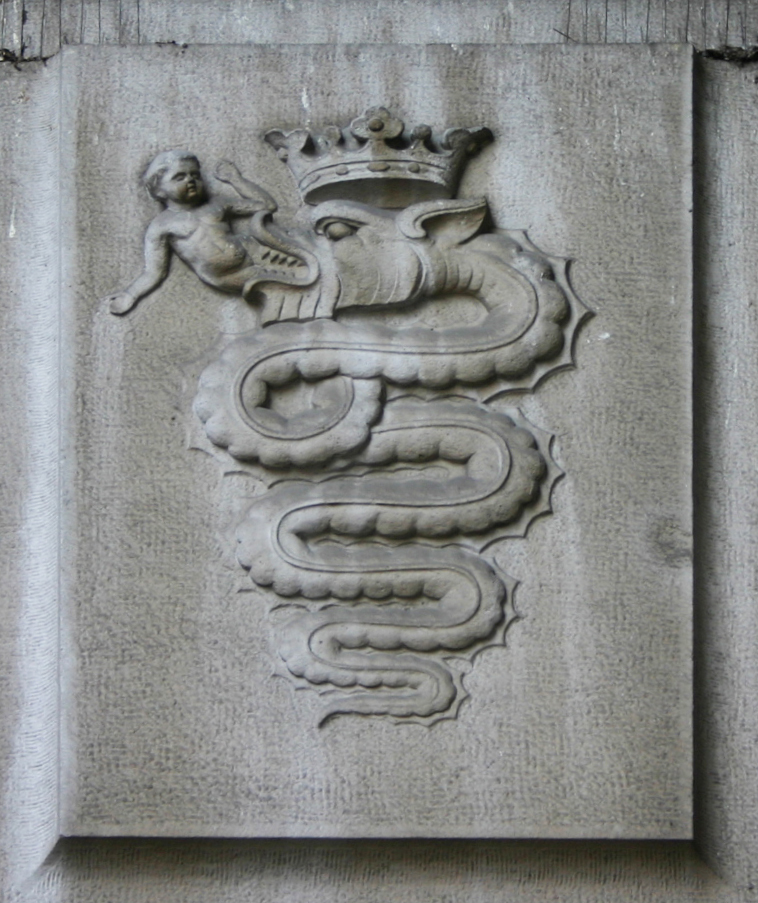
米蘭中央車站入口大廳的維斯孔蒂家族圖案
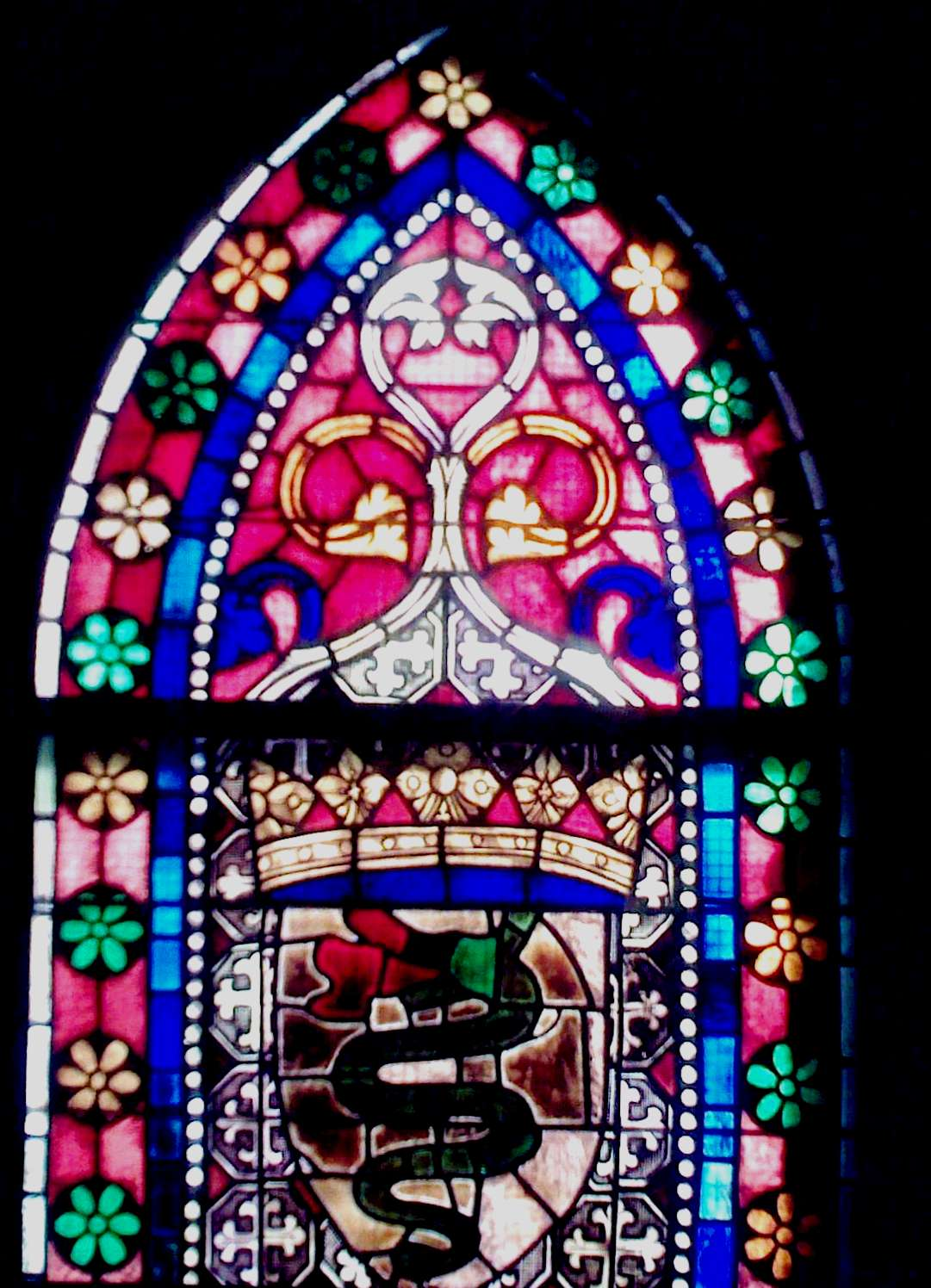
萊昂主教座堂花窗玻璃上所出現的比修內圖案

### 引註
1. ↑  Biscaro, Gerolamo. Tip. editrice L.F. Cogliati , 编. . 1911.
2. ↑  Tolfo, Maria Grazia; Colussi, Paolo.  [History of Milan::: The Visconti]. Storia di Milano (Milano: Storiadimilano). February 7, 2006  [September 16, 2010] （意大利语）.[永久]
3. 1 2 3   蔡百銓 p.91
4. 1 2   布克哈特 pp.18-19
5. 1 2   路易吉 pp.273-283
6. ↑  .   [2015-03-30]. （原始内容存档于2020-06-26）.